# Motte médiévale de Sanzenbach
La motte médiévale de Sanzenbach est une motte castrale attestant de la présence d'un ancien château à douves situé à 365 mètres d'altitude dans le hameau de Sanzenbach qui est aujourd'hui intégré à la commune de Rosengarten dans l'arrondissement de Schwäbisch Hall du land de Bade-Wurtemberg en Allemagne.

## Histoire
Le château à douves, aujourd'hui disparu, est étroitement lié à l'histoire de Sanzenbach. Il est mentionné pour la première fois dans un document de 1375 et est détruit lors d'un incendie en 1584. Au cours de son existence, la domination sur Sanzenbach, symbolisée par la possession du château, est disputée entre différentes familles locales.
De 1558 jusqu'à sa destruction, le château est la propriété d'une branche de la famille patricienne Erer (de) de Heilbronn, qui porte le nom du château « Erer (aussi orthographiée Ehrer ou Eherer) von Sanzenbach ». La famille est par la suite installée à Crailsheim jusqu'à la fin du XVIIe siècle ou au début du XVIIIe siècle, puis à Bischwiller, et est inscrite à cette époque parmi les chevaliers impériaux de l'arrondissement d'Odenwald (Liste des familles de chevaliers francs (de)).
Armoiries des Erer (Ehrer) von Sanzenbach selon la liste des familles nobles souabes (de), puis Ehrer, d'après l'armorial de 1605 de Johann Siebmacher et sceau des Ehrer au XXIe siècle :

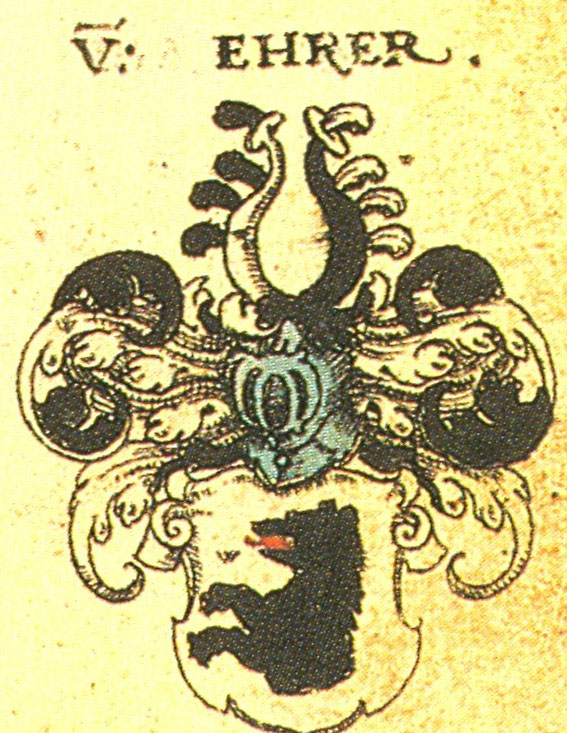
Armoiries des Erer (Ehrer) von Sanzenbach.
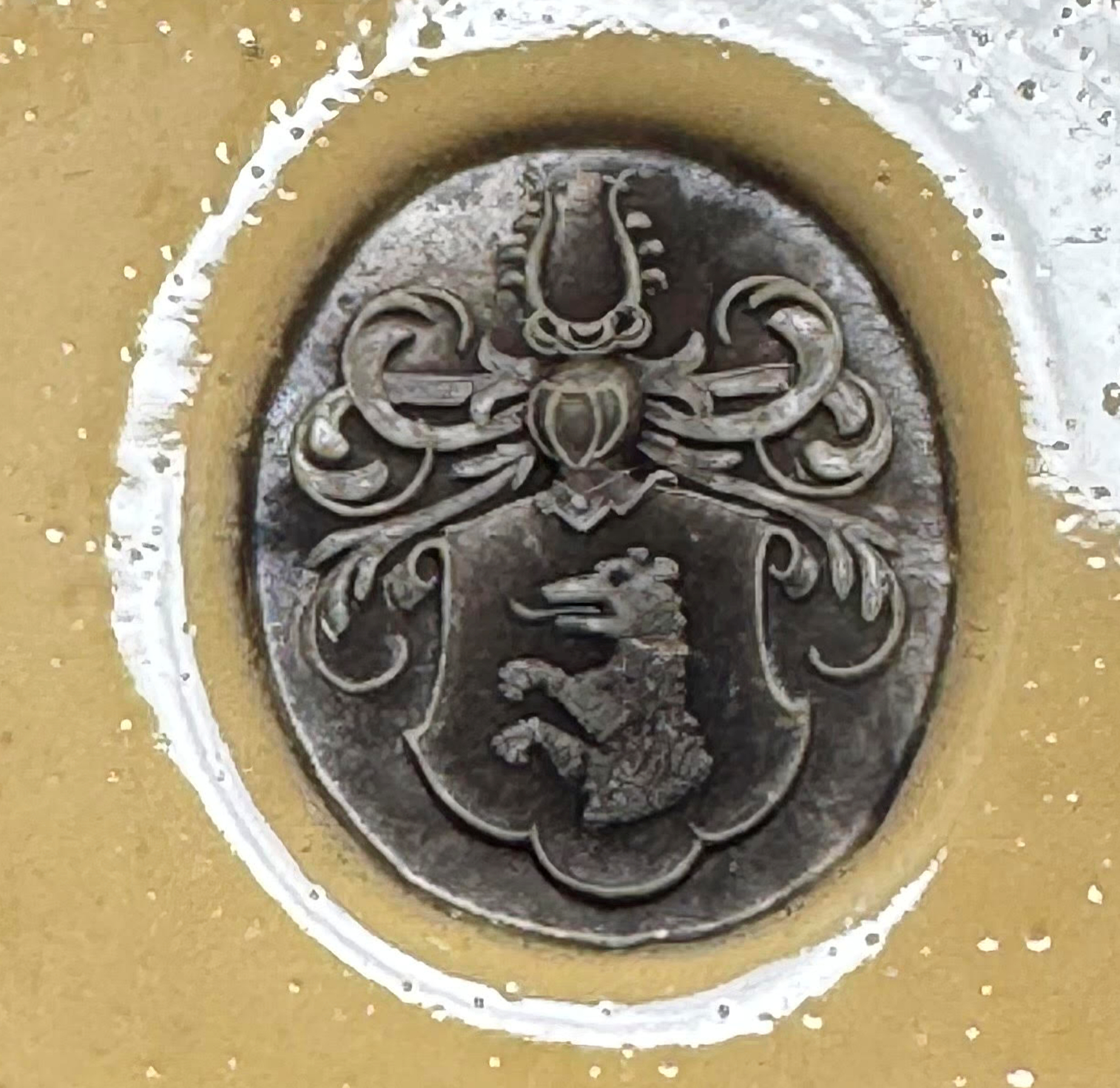
Sceau des Ehrer au XXIe siècle.

De nos jours, seules d'anciennes aquarelles et quelques traces au sol des anciennes douves témoignent de l'existence passée de ce château.

## Situation géographique
Sur une section de la carte de 1827 du bureau du cadastre de Schwäbisch Hall, le centre du hameau de Sanzenbach conserve les douves qui entouraient autrefois le château.

## Chapelle
Selon les descriptions du chroniqueur Georg Widmann dans la Chronica der Reichsstadt Hall, la chapelle du château à douves de Sanzenbach est offerte le 25 mai 1382, date de fondation de la chapelle, par Kraft von Heinberg, appelé « Münzmeister », et son épouse Anna von Sanzenbach, appelée « Veldnerin ». L'église et l'autel sont consacrés le 12 mai 1383. Le bâtiment sacré est érigé en l'honneur de Marie, Jean Baptiste, Saint Georges et Notburge de Rattenberg ainsi qu'à tous les saints. Dans le liber synodis de 1453, la chapelle est nommée « capella sancti Johanni ». Lorsque le château brûle en 1584, la chapelle est également détruite dans l'incendie.

## Publications
- Andreas Ziegler: Das religiöse und kirchliche Leben von der Reformationszeit bis zum Ende der Selbstständigkeit der Hällischen Landeskirche 1802. In: Gemeinde Rosengarten – Ortschaft Rieden (Hrsg.), Uta Friederich-Keitel, Rainer Keitel (Red.): Rieden im Rosengarten. 1290 - 1990. Rieden 1990, p. 196 à 211; dort: Die Kapelle im Schloß zu Sanzenbach, p. 199 à 203.
- Alois Schneider: Die Burgen im Kreis Schwäbisch Hall. Eine Bestandsaufnahme. (Forschungen und Berichte der Archäologie des Mittelalters in Baden-Württemberg, Band 18). Konrad Theiss Verlag, Stuttgart 1995,  (ISBN 3-8062-1228-7), p. 167 à 170.